# 쿠바의 정치
쿠바의 정치의 체제는 사회주의 공화국이다. 국가원수는 국무위원장과 내각위원장을 겸하며, 현재 미겔 디아스카넬(임기 5년)이다. 국무위원회는 인민권력국가회의가 폐회중일 때 입법 기능을 수행하고, 내각위원회는 행정을 담당한다. 국무위원회와 내각위원회의 구성원은 인민권력국가회의(Asamblea Nacional del Poder Popular)에서 선출한다. 입법권은 5년 임기인 609명의 대의원으로 구성되는 인민권력국가회의가 행사한다. 사법권을 행사하는 최고의 기관은 쿠바 최고 인민 법원(Tribunal Supremo Popular)이다. 쿠바의 수도는 아바나이며, 쿠바에는 14개의 주와 1개의 특별구역의 행정구역이 있다. 쿠바는 대단히 군사화된 국가이며 국가 자원의 큰 부분을 군대의 설립과 유지를 지원하기 위하여 할애하였다.

## 행정부
1976년에 현행 헌법이 제정되었는데, 이 헌법은 1992년과 2002년에 일부 수정되었다. 1992년 수정에서 쿠바를 사회주의 국가로 정의하였다. 2002년 수정으로, 「사회주의 체제는 불가침(변경 불가능)」이라고 하는 조항을 추가하였다. 이 헌법이 현재의 헌법인데, 이는 호세 마르티의 이념과 마르크스, 엥겔스, 레닌의 정치적 사상이 이 헌법을 지배하고 있다는 특징이 있다. 이 헌법은 또한, 사회적 그리고 국가적인 지도력의 역할이 쿠바 유일의 통치정당인 쿠바 공산당에게 속하는 것으로 선언한다. 쿠바 공산당의 제1비서는 국무위원회(Consejo de Estado)의 위원장(이는 곧, 쿠바의 국가원수이다.)과 내각위원회(Consejo de Ministros)의 위원장(때로, 이것을 쿠바의 내각총리라고 표현하기도 한다.)을 겸직한다. 2008년 이래, 이러한 자리를 겸임하고 있는 쿠바의 국가원수는 라울 카스트로이다. 국무위원회는 인민권력국가회의가 폐회중일 때 입법 기능을 수행하는 집단지도 기관이다. 내각에 해당하는 정부 기관으로 내각위원회가 존재한다. 국무위원장·국무위원회 제1부위원장·부위원장 8명·각 국가위원장 11명과 각 부의 상 23명으로 구성된다. 내각총리(정부수반)에 해당하는 내각위원장은 국무위원장이 겸임한다. 국무위원회와 내각위원회의 구성원은 인민권력국가회의(Asamblea Nacional del Poder Popular)에서 선출한다. 그 회의에서 선출하는 쿠바의 국가원수의 임기는 5년이며, 중임 제한이 없다.

## 입법부
쿠바의 최고 주권 기관은 인민권력국가회의이며 휴회기간의 상설적인 최고주권기관은 인민권력국가회의가 선거한 국가평의회이다. 국가평의회 의장이 국가수반이며 수상을 겸한다. 쿠바의 국회인 인민권력국가회의는 입법권을 행사하는 기관이자 최고의 권력 기관으로서, 5년 임기인 609명의 대의원으로 구성된다. 1976년에 출범하였고, 당초에는 대의원을 인민 권력 지역위원회(지방자치단체)에서 선출하는 간선제를 채택했으나, 1992년부터 국민이 대의원을 직접 선출하는 직접 선거 제도로 전환했다. 대의원 중 31명이 국가평의회 의원으로 선출된다. 인민주권민회의는 내각의 각료회의가 입법권을 갖는 시기가 아닌 때에 1년에 두 번 열린다. 대의원 후보들은 국민 투표에서 승인받는다. 형사 범죄의 유죄판결을 받은 자를 제외하고, 16세 이상의 모든 쿠바 시민권자들은 투표할 수 있다. 헌법 제131조는 자유, 평등, 비밀 선거를 보장하고 있다. 헌법 제136조는 "국회 의원이나 지방의회 의원이 당선되기 위해서는 그 선거구에서 유효투표 수의 1/2 이상을 득표하여야 한다."고 규정한다. 투표는 비밀 투표 용지에 의하며 개표는 공개적으로 한다. 피지명자(被指名者)는 선거위원회의 승인을 얻기 전에, 지역 집회에서 여러 후보 중 선발된다. 그 다음 절차인 투표에서는 1석(席)에 대하여 1명의 후보자가 있을 뿐이며, 그가 당선되기 위해서는 표의 대부분을 득표하여야 한다.

## 사법부
사법권을 행사하는 최고의 기관은 쿠바 최고 인민 법원(Tribunal Supremo Popular)이다. 이 법원은 또한 지방법원의 유죄 판결에 불복하는 모든 상소 재판에 대한 마지막 수단이 되는 법원이다. 최고인민법원의 판사는 인민권력국가회의가 선출한다. 법률.의 규정에 따라, 하급 법원은 각 주및 지방자치단체마다 존재한다. 특별법원으로, 국가에 대한 범죄를 취급하는 혁명재판소가 존재한다.

## 정당
쿠바에서 후보를 지명하거나 선거운동을 할 수 있도록 허락된 정당은 "쿠바 공산당"(PCC) 이외에는 없다. PCC 내에는 당의 유력 기반으로 "청년 공산주의자 동맹"가 있다. 쿠바공산당은 1975년 이래로 5번의 전당 대회를 개최하였다. 1997년, 공산당의 당원수는 78만명에 달했다. 당 대표들은 보통, 국가이사회와 국회의 과반수 이상으로 구성된다. 나머지 자리들은 명목상으로는 당파에 관계없는 후보자들로 구성된다. 비사회주의계열 정당도 합법적으로 창설가능하고, 실제로 존재하지만 힘이 없다

## 행정 구역

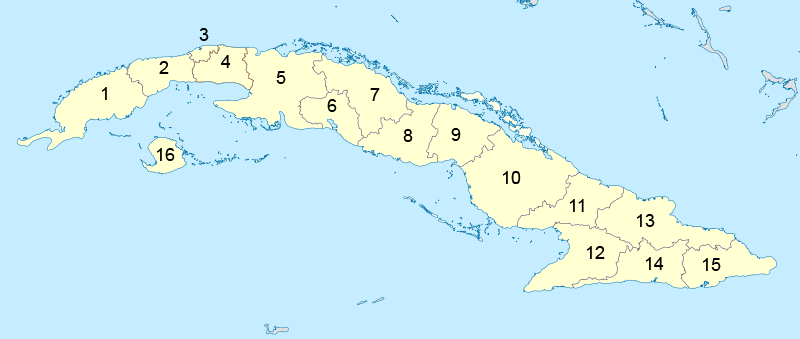
쿠바의 행정 구역
1 이슬라 데 라 후벤뚜드 (Isla de la Juventud)
2 삐나루 델 리오 주 (Provincia de Pinar del Río)
3 아바나 주 (Provincia de La Habana)
4 아바나 시 (Provincia de Ciudad de La Habana)
5 마탄사스 주 (Provincia de Matanzas)
6 시엔푸에고스 주 (Provincia de Cienfuegos)
7 뷔야 클라라 주 (Provincia de Villa Clara)
8 상티 스피리투스 주 (Provincia de Sancti Spirítus)
9 시에고 데 아빌라 주 (Provincia de Ciego de Ávila)
10 카마궤이 주 (Provincia de Camagüey)
11 라스 투나스 주 (Provincia de Las Tunas)
12 그란마 주 (Provincia de Granma)
13 올긴 주 (Provincia de Holguín)
14 산티아고 데 쿠바 (Provincia de Santiago de Cuba)
15 관타나모 주 (Provincia de Guantánamo)

수도는 아바나이다. 지방자치를 수행할 인민 주권 지역위원회로서, 인민 주권 행정구 회의와 인민 주권 주(州) 회의가 존재한다. 14개의 주와 1개의 특별구역(이슬라 데 라 후벤뚜드)으로 구성되어 있다. 특별구역인 이슬라 데 라 후벤뚜드는 섬이며 피나르델리오 남쪽에 자리잡고 있다. 주들에 속한 지방행정구역은 총 170개로 구성되어 있다.

## 군사
쿠바는 대단히 군사화된 국가이며 국가 자원의 큰 부분을 군대의 설립과 유지를 지원하기 위하여 할애하였다. 이 작은 나라가 브라질 다음으로 라틴 아메리카 2위의 군사력을 자랑하고 있다. 1975년부터 1980년대 말까지 소련의 군사 지원으로 쿠바는 자국의 군사력을 발전시킬 수 있었다. 소련이 군사 지원을 중단한 이래로 쿠바는 군인 수를 1994년에 235,000여명에서 2003년에 거의 60,000여명으로 줄였다. 현재 정부는 대략 GDP의 1.7%를 군대에 지출한다. 군대는 쿠바에서 줄곧 가장 강력하고, 영향력이 크며 경쟁력 있는 조직이었다.

## 외교 관계
비동맹 국가들과의 연대, 반제국주의 및 민족 해방 운동 지원이 전통적인 대외 정책의 최우선 과제이다. 1960년대 소련의 접근에 따라, 미국과는 1961년 1월 3일 국교가 단절되었고, 이후 미국의 금수 조치를 받았다. 최근에는 라틴 아메리카 국가에서 좌파 정권과의 외교 활동을 활발하게 전개하였는데, 특히 베네수엘라의 차베스 정권과의 관계가 친밀하게 되었다. 쿠바 의료진이 해외에 파견되고 의학을 희망하는 유학생을 조건부이면서 무료로 배울 수도록 수용하는 등 의료 지원도 활발하게 이뤄지고 있다.
시작부터 쿠바 혁명은 그 자신을 국제주의자로 정의하였다. 쿠바는 1972년에 코메콘에 가입하였다. 쿠바는 아프리카와 중앙 아메리카, 아시아에서 있었던 소련이 지원한 전쟁에서 가장 큰 역할을 하였다.
UN 인권 위원회에서 쿠바, 수단, 짐바브웨 같은 인권 탄압 국가들의 연합은 비판의 대상이 되었다. 쿠바는 아메리카를 위한 볼리바르 대안의 창립 회원이었다. 쿠바는 비동맹 운동의 일원이다. 쿠바는 베네수엘라나 짐바브웨 같은 나라에 의사들을 파견핸다. 30,000명이 넘는 쿠바 의사들이 현재 해외에서 일하고 있다. 남아공 대통령 넬슨 만델라나 런던 시장 켄 리빙스턴, 세계은행 총재 제임스 울펜슨, 성 루시아의 총리 케니 앤서니, 스웨덴 전 총리 올라프 팔메는 쿠바가 중동, 아프리카, 라틴 아메리카, 오세아니아에 인도주의적 지원을 제공하여 찬사를 보내기도 했다.
국제연합 인권위원회에 쿠바가 가입한 것은 비판을 받아 오고 있다.

## 기타
반정부 조직
주요 세력으로 카스트로 정권에 대항하는 강경파의 쿠바계 미국인 재단 (CANF)이 미국 플로리다에 있다.